# 松原郵便局
松原郵便局（まつばらゆうびんきょく）
- 大阪府松原市にある郵便局。本記事にて記述する。
- 高知県高岡郡檮原町にある郵便局。局番号は64089。
- 長崎県大村市にある郵便局。局番号は76091。

松原簡易郵便局（まつばらかんいゆうびんきょく）
- 広島県山県郡安芸太田町にある簡易郵便局。局番号は51832。
- 鳥取県鳥取市にある簡易郵便局。局番号は52747。
- 秋田県秋田市にある簡易郵便局。局番号は86716。

松原郵便局（まつばらゆうびんきょく）は、大阪府松原市にある郵便局。民営化前の分類では集配普通郵便局であった。

## 概要
住所：〒580-8799 大阪府松原市上田1-1-10

### 併設施設
- ゆうちょ銀行松原店（大阪支店松原出張所）：取扱店番号411130

## 沿革
- 1922年（大正11年） - 開局。
- 1955年（昭和30年）3月15日 - 更池郵便局から松原郵便局[1]に改称[2]。
- 1975年（昭和50年）10月 - 局舎新築落成。
- 1999年（平成11年） - 外国通貨の両替および旅行小切手の売買に関する業務取扱を開始。
- 2007年（平成19年）10月1日 - 民営化に伴い、併設された郵便事業松原支店、ゆうちょ銀行松原店に一部業務を移管。
- 2012年（平成24年）10月1日 - 日本郵便株式会社発足に伴い、郵便事業松原支店を松原郵便局に統合。

## 取扱内容

### 松原郵便局
- 郵便、印紙、ゆうパック、内容証明
- 生命保険、バイク自賠責保険、自動車保険
- 「580-00xx」区域（松原市全域）の集配業務
- ゆうゆう窓口

### ゆうちょ銀行松原店
- 貯金、貸付、為替、振替、振込、国際送金、外貨両替、トラベラーズチェック、国債、投資信託、変額年金保険
- ATM

## 風景印
- 図案は大塚山古墳、来迎寺いぶき、丹比柴籬宮址碑。局名表記は「松原」
- 使用開始日は1982年1月23日～

## 周辺
- 松原市役所
  - 庁舎前に東京オリンピックのゴールドポスト（第6号）が設置されている（ゴールドポストプロジェクト[3]）。
- 松原警察署
- 松原市文化会館

## アクセス
- 近鉄南大阪線 河内松原駅から徒歩約10分
- 松原市公共施設循環バス（ぐるりん号） 松原市役所停留所
- 阪和自動車道 松原ICから西へ、阪神高速松原線 三宅出入口から南へそれぞれ約1.5km
- 国道309号 松原市民病院前交差点を東へ折れてすぐ
- 駐車場あり：8台